# 酸式盐
酸式盐是一类溶解于溶剂后能形成酸性溶液的盐类物质。其形成的溶液具有比纯溶剂更高的电导率。 酸式盐形成的酸性溶液产生于二元酸或多元酸的部分中和过程。"半中和"现象源于弱酸部分解离后未被氢氧根离子（OH−）反应的剩余可置换氢原子。

## 形成机制

氯化铵结构式

中和反应所得溶液的酸碱性取决于残留盐产物。含活性阳离子的盐会通过水解作用与水分子反应，导致共轭酸的去质子化。
例如酸式盐氯化铵，就是氨在氯化氢水溶液中"半中和"形成的主要物种：
NH
3(aq) + HCl(aq) → [NH
4]+
Cl−
(aq)

## 典型酸式盐实例
| 名称                  | 硫酸氢钠                                             | 磷酸二氢钠                                 | 磷酸氢二钠                                              |
| --------------------- | ---------------------------------------------------- | ------------------------------------------ | ------------------------------------------------------- |
| 结构式                |                                                      |                                            |                                                         |
| 化学式                | NaHSO 4                                              | NaH 2PO 4                                  | Na 2HPO 4                                               |
| IUPAC命名法           | 硫酸氢钠                                             | 磷酸二氢钠                                 | 磷酸氢二钠                                              |
| 其他名称              | - 酸性硫酸钠 - 硫酸合钠氢                            | - 单碱式磷酸钠 - 酸性磷酸钠 - 磷酸一钠     | - 磷酸氢二钠 - 二碱式磷酸钠 - 二代磷酸钠                |
| 分子量                | 120.054 g/mol                                        | 119.976 g/mol                              | 141.957 g/mol                                           |
| 形式电荷              | 0                                                    | 0                                          | 0                                                       |
| 气味                  | 无味                                                 | 无味                                       | 无味                                                    |
| 外观特征              | 白色晶体或颗粒                                       | 白色结晶粉末                               | 白色吸湿性粉末                                          |
| 晶体结构              | - 三斜晶系（无水物） - 单斜晶系（一水合物）          | 单斜晶体                                   | 单斜晶体（无水物）                                      |
| 溶解性                | - 易溶于水 - 不溶于氨水                              | - 易溶于水 - 不溶于乙醇或乙醚              | - 易溶于水 - 不溶于乙醇                                 |
| 密度                  | - 2.742 g/cm3 （无水物） - 1.8 g/cm3 （一水合物）    | 0.5–1.2 g/cm3                              | 1.7 g/cm3                                               |
| 热分解 （加热条件下） |                                                      | 释放磷氧化物和氧化钠有毒烟雾               | 释放磷氧化物和氧化钠有毒烟雾                            |
| 用途                  | - 漂白剂成分 - 电镀与表面处理剂 - 清洁及家居护理产品 | - 治疗便秘 - 结肠镜检查前清肠 - 漂白剂成分 | - 磷元素来源 - Visicol结肠清洁片剂成分 - 缓蚀剂和阻垢剂 |

## 食品工业应用
酸式盐常作为膨松剂组分用于食品加工，在此领域被称为"膨松酸剂"。 常见膨松酸剂包括酒石酸氢钾和磷酸二氢钙。
酸式盐可与某些碱式盐（如小苏打）配制释放二氧化碳的泡打粉。 膨松剂可分为慢反应型（如磷酸铝钠，加热时反应）和快反应型（如酒石酸氢钾，低温即时反应）。双效泡打粉同时含有慢反应和快反应膨松剂，可在不同温度阶段持续产气。
磷酸氢二钠（Na
2HPO
4）用于食品添加剂，磷酸二氢钠（NaH
2PO
4）则用于动物饲料、牙膏和炼乳。

## 酸性强度表征
较高Ka值的酸主导化学反应，其提供质子（H+）的能力更强。通过比较Ka与Kb可判定溶液酸碱性：
1. 当Ka > Kb时溶液呈酸性。由于阳离子水解程度高于阴离子，导致H+离子浓度大于OH−离子浓度。
2. 当Ka < Kb时溶液呈碱性。阴离子水解占主导，使OH−离子过量。
3. 当Ka = Kb时理论溶液呈中性。[12]

影响溶液pH值的其他因素还包括相关平衡常数及额外添加的酸/碱量。
以氯化铵溶液为例，NH+
4是导致酸性的主导因素。其Ka值（5.6×10−10）远高于水分子自耦电离常数（Kw=1.0×10−14），确保其与水反应时发生去质子化，使室温下pH值小于7。而Cl−因Kb极低（7.7×10−21）既不结合H+也不易水解。
氯化铵室温水解反应：
{\displaystyle {\ce {NH4+_{(aq)}\ + H2O_{(aq)}<=> NH3_{(aq)}\ + H3O+_{(aq)}}}}
{\displaystyle K_{\mathrm {a} }={\frac {\mathrm {[NH_{3}][H_{3}O^{+}]} }{\mathrm {[NH_{4}^{+}]} }}={\frac {K_{\mathrm {w} }}{K_{\mathrm {b} }}}}
{\displaystyle K_{\mathrm {a} }={\frac {[1.0\times 10^{-14}]}{[1.8\times 10^{-5}]}}={5.6}\times 10^{-10}}